# Batagur trivittata
Espèce
Synonymes
- Emys trivittata Duméril & Bibron, 1835
- Kachuga peguensis Gray, 1869
- Kachuga trilineata Gray, 1869
- Kachuga fusca Gray, 1870
- Batagur iravadica Anderson, 1879

Statut de conservation UICN

 CR  : 
En danger critique
Statut CITES
Batagur trivittata est une espèce de tortues de la famille des Geoemydidae.

## Répartition
Cette espèce est endémique de Birmanie.

## Publication originale
- Duméril & Bibron, 1835 : Erpétologie Générale ou Histoire Naturelle Complète des Reptiles, vol. 2, Librairie Encyclopédique de Roret, Paris, p. 1-680 (texte intégral).